# Благодатне (Чорноморська сільська громада)
Благода́тне — село в Україні, у Чорноморській сільській громаді Миколаївського району Миколаївської області. Населення становить 464 особи. Колишній орган місцевого самоврядування — Рівненська сільська рада.

## Населення

### Мова
Розподіл населення за рідною мовою за даними перепису 2001 року:
| Мова       | Кількість | Відсоток |
| ---------- | --------- | -------- |
| українська | 419       | 90.30%   |
| гагаузька  | 20        | 4.31%    |
| російська  | 18        | 3.88%    |
| болгарська | 4         | 0.86%    |
| румунська  | 3         | 0.65%    |
| Усього     | 464       | 100%     |